# Unione Sportiva Avellino 1977-1978
Questa voce raccoglie le informazioni riguardanti l'Unione Sportiva Avellino nelle competizioni ufficiali della stagione 1977-1978.

## Stagione
(Giancarlo Ceccarelli, 2014)
Per la prima volta nella sua storia l'Avellino conquista la massima serie calcistica, la ottiene grazie ad una ottima partenza in campionato, ed un finale altrettanto positivo, con tre consecutive vittorie che portano i lupi irpini in Serie A. Nelle prime sette giornate, con 12 punti ottenuti, hanno tenuto testa all'Ascoli dei primati, poi un calo generalizzato, che mantiene comunque i biancoverdi nelle posizioni di vertice, fino allo sprint finale, dove Ascoli stellare a parte che vince in carrozza con 61 punti il torneo, l'Avellino ed il Catanzaro arrivando a 44 punti, superano la tenace concorrenza di Monza Ternana e Palermo.
Comincia così la piccola favola della provinciale terribile che militerà ininterrottamente per un decennio in serie A, lanciando un nugolo di talenti. 
Nella Coppa Italia gli irpini sono inseriti nel sesto gruppo di qualificazione, che promuove al girone di finale il Napoli.

## Rosa

Lo stopper Cesare Cattaneo, neoacquisto della stagione e fra i protagonisti della promozione

| N. |                   | Ruolo | Calciatore                         |
| -- | ----------------- | ----- | ---------------------------------- |
|    | Italia (bandiera) | P     | Sabino Aquino                      |
|    | Italia (bandiera) | P     | Enrico Cavalieri                   |
|    | Italia (bandiera) | P     | Pasquale Fiore                     |
|    | Italia (bandiera) | P     | Ottorino Piotti                    |
|    | Italia (bandiera) | D     | Fausto Alimenti                    |
|    | Italia (bandiera) | D     | Mario Buccilli                     |
|    | Italia (bandiera) | D     | Cesare Cattaneo                    |
|    | Italia (bandiera) | D     | Eliseo Croci                       |
|    | Italia (bandiera) | D     | Salvatore Di Somma                 |
|    | Italia (bandiera) | D     | Gian Filippo Reali (vice capitano) |
|    | Italia (bandiera) | D     | Luigi Tarallo                      |
|    | Italia (bandiera) | D     | Remo Zavarise                      |
|    | Italia (bandiera) | C     | Giorgio Boscolo                    |

| N. |                   | Ruolo | Calciatore                  |
| -- | ----------------- | ----- | --------------------------- |
|    | Italia (bandiera) | C     | Gian Carlo Ceccarelli       |
|    | Italia (bandiera) | C     | Ezio Galasso                |
|    | Italia (bandiera) | C     | Rino Gritti                 |
|    | Italia (bandiera) | C     | Adriano Lombardi (capitano) |
|    | Italia (bandiera) | C     | Sandro Magnini              |
|    | Italia (bandiera) | C     | Maurizio Montesi            |
|    | Italia (bandiera) | C     | Mario Piga                  |
|    | Italia (bandiera) | C     | Maurizio Simonato           |
|    | Italia (bandiera) | A     | Vincenzo Chiarenza          |
|    | Italia (bandiera) | A     | Giorgio Ferrara             |
|    | Italia (bandiera) | A     | Pellegrino Gaito            |
|    | Italia (bandiera) | A     | Marco Piga                  |
|    | Italia (bandiera) | A     | Giancarlo Tacchi            |

## Risultati

### Serie B

#### Girone di andata
| Avellino 11 settembre 1977 1ª giornata | Avellino         | 0 – 0 referto | Ascoli | Stadio Partenio\| Arbitro: \| Terpin (Trieste) \| |
| Arbitro:                               | Terpin (Trieste) |               |        |                                                   |

| Arbitro: | Lanese (Messina) |

|              |           |                           |
| Pauselli 90’ | Marcatori | 36’ Ceccarelli 88’ Gritti |

| Arbitro: | Lo Bello (Siracusa) |

|                          |           |  |
| Lombardi 50’ (rig.), 84’ | Marcatori |  |

| Arbitro: | Patrussi (Arezzo) |

|            |           |                     |
| Scaini 25’ | Marcatori | 31’ (aut.) Vincenzi |

| Arbitro: | Reggiani (Bologna) |

|                |           |  |
| Ceccarelli 29’ | Marcatori |  |

| Arbitro: | Panzino (Catanzaro) |

|  |           |             |
|  | Marcatori | 8’ Lombardi |

| Arbitro: | Barbaresco (Cormons) |

|               |           |  |
| Chiarenza 32’ | Marcatori |  |

| Arbitro: | Mascia (Milano) |

|             |           |  |
| Beccati 14’ | Marcatori |  |

| Arbitro: | Bergamo (Livorno) |

|                         |           |  |
| La Torre 36’ Casone 64’ | Marcatori |  |

| Avellino 13 novembre 1977 10ª giornata | Avellino         | 0 – 0 referto | Como | Stadio Partenio\| Arbitro: \| Castaldi (Vasto) \| |
| Arbitro:                               | Castaldi (Vasto) |               |      |                                                   |

| Arbitro: | Celli (Trieste) |

|              |           |              |
| Chiarenza 8’ | Marcatori | 80’ Chimenti |

| Arbitro: | Prati (Parma) |

|            |           |              |
| Taddei 30’ | Marcatori | 67’ Di Somma |

| Arbitro: | Terpin (Trieste) |

|             |           |            |
| Pozzato 55’ | Marcatori | 8’ Magnini |

| Avellino 11 dicembre 1977 14ª giornata | Avellino         | 0 – 0 referto | Taranto | Stadio Partenio\| Arbitro: \| Lanese (Messina) \| |
| Arbitro:                               | Lanese (Messina) |               |         |                                                   |

| Arbitro: | Benedetti (Roma) |

|                       |           |  |
| Beccalossi 30’ (rig.) | Marcatori |  |

| Avellino 31 dicembre 1977 16ª giornata | Avellino      | 0 – 0 referto | Rimini | Stadio Partenio\| Arbitro: \| Ciulli (Roma) \| |
| Arbitro:                               | Ciulli (Roma) |               |        |                                                |

| Arbitro: | Trinchieri (Reggio Emilia) |

|                         |           |           |
| Reali 5’ Marco Piga 47’ | Marcatori | 41’ Bozzi |

| Arbitro: | Gussoni (Varese) |

|              |           |  |
| Brugnera 74’ | Marcatori |  |

| Arbitro: | Barbaresco (Cormons) |

|               |           |  |
| Chiarenza 19’ | Marcatori |  |

#### Girone di ritorno
| Arbitro: | Lattanzi (Roma) |

|                |           |  |
| Roccotelli 11’ | Marcatori |  |

| Avellino 5 febbraio 1978 21ª giornata | Avellino         | 0 – 0 referto | Bari | Stadio Partenio\| Arbitro: \| Terpin (Trieste) \| |
| Arbitro:                              | Terpin (Trieste) |               |      |                                                   |

| Arbitro: | Panzino (Catanzaro) |

|                                    |           |                           |
| Beccaria 41’ Speggiorin 59’ (rig.) | Marcatori | 15’ Galasso 52’ Chiarenza |

| Avellino 19 febbraio 1978 23ª giornata | Avellino           | 0 – 0 referto | Monza | Stadio Partenio\| Arbitro: \| Reggiani (Bologna) \| |
| Arbitro:                               | Reggiani (Bologna) |               |       |                                                     |

| Arbitro: | Falasca (Chieti) |

|            |           |  |
| Banelli 4’ | Marcatori |  |

| Arbitro: | Lanzafame (Taranto) |

|                |           |  |
| Mario Piga 29’ | Marcatori |  |

| Arbitro: | Lapi (Firenze) |

|  |           |              |
|  | Marcatori | 49’ Lombardi |

| Arbitro: | Serafino (Roma) |

|                    |           |                |
| Chiarenza 15’, 22’ | Marcatori | 43’ Montenegro |

| Avellino 2 aprile 1978 28ª giornata | Avellino         | 0 – 0 referto | Ternana | Stadio Partenio\| Arbitro: \| Ciacci (Firenze) \| |
| Arbitro:                            | Ciacci (Firenze) |               |         |                                                   |

| Arbitro: | Menegali (Roma) |

|                        |           |               |
| Bonaldi 5’ Todesco 45’ | Marcatori | 8’ Marco Piga |

| Arbitro: | Barbaresco (Cormons) |

|                                                   |           |             |
| Majo 7’ Chimenti 10’ Osellame 27’ Magistrelli 64’ | Marcatori | 73’ Ferrara |

| Arbitro: | Patrussi (Arezzo) |

|                   |           |                 |
| Lombardi 33’, 43’ | Marcatori | 78’ De Lorentis |

| Arbitro: | Pieri (Genova) |

|             |           |                         |
| Ferrara 73’ | Marcatori | 18’ Petrini 31’ Pozzato |

| Arbitro: | Terpin |

|                          |           |                                |
| Selvaggi 73’ Cimenti 89’ | Marcatori | 55’ (rig.) Lombardi 58’ Tacchi |

| Arbitro: | Michelotti (Parma) |

|                          |           |           |
| Galasso 71’ Lombardi 72’ | Marcatori | 40’ Mutti |

| Arbitro: | Lattanzi (Roma) |

|             |           |                  |
| Sollier 90’ | Marcatori | 80’ (aut.) Rossi |

| Arbitro: | Ciulli (Roma) |

|  |           |                     |
|  | Marcatori | 10’, 54’ Marco Piga |

| Arbitro: | Casarin (Milano) |

|             |           |  |
| Lombardi 6’ | Marcatori |  |

| Arbitro: | Longhi (Roma) |

|  |           |                |
|  | Marcatori | 53’ Mario Piga |

### Coppa Italia

#### Primo turno
| Arbitro: | Falasca (Chieti) |

|                        |           |  |
| Groppi 21’ Palanca 86’ | Marcatori |  |

| Arbitro: | Benedetti (Roma) |

|              |           |                      |
| Lombardi 11’ | Marcatori | 62’ Rosi 67’ Faloppa |

| Arbitro: | Longhi (Roma) |

|                         |           |  |
| Gritti 6’ Chiarenza 26’ | Marcatori |  |

| Arbitro: | Lapi (Firenze) |

|                                |           |  |
| Savoldi 5’, 40’, 75’ Massa 21’ | Marcatori |  |

## Statistiche

### Statistiche di squadra
| Competizione | Punti | In casa | In casa | In casa | In casa | In casa | In casa | In trasferta | In trasferta | In trasferta | In trasferta | In trasferta | In trasferta | Totale | Totale | Totale | Totale | Totale | Totale | DR |
| Competizione | Punti | G       | V       | N       | P       | Gf      | Gs      | G            | V            | N            | P            | Gf           | Gs           | G      | V      | N      | P      | Gf     | Gs     | DR |
| ------------ | ----- | ------- | ------- | ------- | ------- | ------- | ------- | ------------ | ------------ | ------------ | ------------ | ------------ | ------------ | ------ | ------ | ------ | ------ | ------ | ------ | -- |
| Serie B      | 44    | 19      | 10      | 8       | 1       | 17      | 7       | 19           | 5            | 6            | 8            | 17           | 22           | 38     | 15     | 14     | 9      | 34     | 29     | +5 |
| Coppa Italia | 2     | 2       | 1       | 0       | 1       | 3       | 2       | 2            | 0            | 0            | 2            | 0            | 6            | 4      | 1      | 0      | 3      | 3      | 8      | -5 |
| Totale       |       | 21      | 11      | 8       | 2       | 20      | 9       | 21           | 5            | 6            | 10           | 17           | 28           | 42     | 16     | 14     | 12     | 37     | 37     | 0  |

### Statistiche dei giocatori
Fonte:
| Giocatore       | Serie B  | Serie B | Serie B     | Serie B    | Coppa Italia | Coppa Italia | Coppa Italia | Coppa Italia | Totale   | Totale | Totale      | Totale     |
| Giocatore       | Presenze | Reti    | Ammonizioni | Espulsioni | Presenze     | Reti         | Ammonizioni  | Espulsioni   | Presenze | Reti   | Ammonizioni | Espulsioni |
| --------------- | -------- | ------- | ----------- | ---------- | ------------ | ------------ | ------------ | ------------ | -------- | ------ | ----------- | ---------- |
| G. Boscolo      | 22       | 0       | ?           | ?          | 2            | 0            | ?            | ?            | 24       | 0      | ?           | ?          |
| M. Buccilli     | 11       | 0       | ?           | ?          | 0            | 0            | ?            | ?            | 11       | 0      | ?           | ?          |
| C. Cattaneo     | 33       | 0       | ?           | ?          | 4            | 0            | ?            | ?            | 37       | 0      | ?           | ?          |
| G.C. Ceccarelli | 26       | 2       | ?           | ?          | 2            | 0            | ?            | ?            | 28       | 2      | ?           | ?          |
| V. Chiarenza    | 31       | 6       | ?           | ?          | 4            | 1            | ?            | ?            | 35       | 7      | ?           | ?          |
| E. Croci        | 19       | 0       | ?           | ?          | 1            | 0            | ?            | ?            | 20       | 0      | ?           | ?          |
| S. Di Somma     | 35       | 1       | ?           | ?          | 4            | 0            | ?            | ?            | 39       | 1      | ?           | ?          |
| G. Ferrara      | 25       | 2       | ?           | ?          | 2            | 0            | ?            | ?            | 27       | 2      | ?           | ?          |
| P. Fiore        | 0        | 0       | ?           | ?          | 2            | -4           | ?            | ?            | 2        | -4     | ?           | ?          |
| E. Galasso      | 25       | 2       | ?           | ?          | 0            | 0            | ?            | ?            | 25       | 2      | ?           | ?          |
| R. Gritti       | 5        | 1       | ?           | ?          | 4            | 1            | ?            | ?            | 9        | 2      | ?           | ?          |
| A. Lombardi     | 31       | 9       | ?           | ?          | 4            | 1            | ?            | ?            | 35       | 10     | ?           | ?          |
| S. Magnini      | 19       | 1       | ?           | ?          | 4            | 0            | ?            | ?            | 23       | 1      | ?           | ?          |
| M. Montesi      | 21       | 0       | ?           | ?          | 4            | 0            | ?            | ?            | 25       | 0      | ?           | ?          |
| M.co Piga       | 20       | 3       | ?           | ?          | 0            | 0            | ?            | ?            | 20       | 3      | ?           | ?          |
| M.io Piga       | 25       | 3       | ?           | ?          | 0            | 0            | ?            | ?            | 25       | 3      | ?           | ?          |
| O. Piotti       | 38       | -29     | ?           | ?          | 2            | -4           | ?            | ?            | 40       | -33    | ?           | ?          |
| G.F. Reali      | 38       | 1       | ?           | ?          | 4            | 0            | ?            | ?            | 42       | 1      | ?           | ?          |
| G. Tacchi       | 16       | 1       | ?           | ?          | 2            | 0            | ?            | ?            | 18       | 1      | ?           | ?          |
| L. Tarallo      | 11       | 0       | ?           | ?          | 0            | 0            | ?            | ?            | 11       | 0      | ?           | ?          |
| R. Zavarise     | 0        | 0       | ?           | ?          | 0            | 0            | ?            | ?            | 0        | 0      | ?           | ?          |